# Бартломей Смолярчик
Бартломей Смолярчик (пол. Bartłomiej Smolarczyk, нар. 2 липня 2003, Варшава, Польща) — польський футболіст, захисник клубу «Корона».

## Ігрова кар'єра

### Клубна
Бартломей Смолярчик є вихованцем столичного футболу. У 2019 році він приєднався до молодіжної команди клубу «Погонь». На дорослому рівні футболіст дебютував у 2021 році в складі клубу «Зомбковія», що виступав в регіональній лізі Мазовецького воєводства.
Влітку 2022 року Смолярчик перейшов до нідерландського «Дордрехта». 19 серпня 2022 року захисник провів першу гру в новій команді в турнірі Еерстедивізі. Після двох сезонів виступів у Нідерландах, в липні 2024 року Смолярчик повернувся до Польщі, де підписав трирічний контракт з клубом вищого дивізіону «Корона». 25 вересня 2024 року у кубковому матчі проти «Сталі» (Мелець) Смоларчик дебютував у новій команді.

### Збірна
В червні 2025 року Бартломей Смолярчик брав участь у молодіжному чемпіонаті Європи у Словаччині.